# Dasychira mescalera
Dasychira mescalera este o specie de molii din familia Erebidae. Se găsește în New Mexico, Texas și Colorado.